# Gentiana borneensis
Gentiana borneensis là một loài thực vật có hoa trong họ Long đởm. Loài này được Hook.f. mô tả khoa học đầu tiên năm 1883.